# Alojz Kralj
Alojz Kralj, slovenski inženir, * 12. marec 1937, Novi Sad. 
Bil je profesor na Fakulteti za elektrotehniko Univerze v Ljubljani, kjer je uvedel študij industrijske robotike in ustanovil laboratorij za robotiko. 
Je svetovno priznan strokovnjak za funkcionalno električno stimulacijo. Prvi na svetu je dosegel stojo in preprosto hojo paraplegičnih oseb. 
Kralj je bil 39. rektor Univerze v Ljubljani (1995-1997). Je član SAZU (izredni 1993, redni od 1997; 1999-2002 tudi njen podpredsednik) in Evropska akademije v Salzburgu (od 2009). 
Poročen je bil s slikarko Irino Rahovsky Kralj (1937-2011).